# Heteroconger taylori
Heteroconger taylori är en fiskart som beskrevs av Castle och Randall, 1995. Heteroconger taylori ingår i släktet Heteroconger och familjen havsålar. IUCN kategoriserar arten globalt som otillräckligt studerad. Inga underarter finns listade i Catalogue of Life.